# Gastre megye
Gastre egy megye Argentínában, Chubut tartományban. A megye székhelye Gastre.

## Települések
A megye a következő nagyobb településekből (Localidades) áll:
- Gastre
- Lagunita Salada
- Blancuntre
- El Escorial
- Yala Laubat

Kisebb települései (Parajes):
- Campamento Los Adobes
- Quechu-Niyeo
- Taquetren
- Colelache
- Sacanana
- Bajada Moreno